# Ефект Струве-Сааде
Ефект Струве –Сааде ( S–S-ефект ) виникає в дволінійній спектроскопічній подвійній зоряній системі, коли інтенсивність спектральних ліній компонентів змінюється під час орбітального руху.
Спектроскопічна подвійна система називається дволінійною, якщо лінії поглинання обох зірок можна спостерігати за допомогою спектроскопа . Коли кожен член зоряної системи по черзі наближається до спостерігача, спектра́льна лі́нія цієї зірки зміщуються до синього краю оптичного спектру внаслідок ефекту Доплера . Так само, коли зірка віддаляється, її лінії зміщуються до червоного кінця спектра. Кожна з цих ліній поглинання має характерну інтенсивність, що залежить від фізичних властивостей фотосфери . Ефект Струве–Сааде виникає, коли ці лінії стають аномально слабими, коли спектр зірки зсувається в червоний колір, і сильнішими, коли він зміщується в синій, що найбільш помітно у вторинному компоненті. 
Цей ефект спостерігається неозброєним оком в яскравій подвійній системі Спіка, яка складається з двох зірок класу B і пар масивних зірок класу O, таких як AO Кассіопеї та HD 93403 .
Про ефект Струве–Сааде вперше повідомив Отто Струве в 1937 році. Він став важливим, оскільки ефект ставив під сумнів значення таких параметрів, як співвідношення маси та світності у масивних спектроскопічних подвійних системах.  У 1950 році Струве намагався пояснити цей ефект як результат потоків газу, що тягнеться за вторинною зіркою, спричиняючи затемнення зірки, коли зірка віддаляється. У 1959 році Хорхе Сааде створив модель, у якій газоподібний потік простягався від первинного до вторинного члена подвійної системи, а непрозорість цього потоку спричиняла послаблення ліній поглинання.  Потім ефект став відомий як ефект Струве-Сааде.